# 코블 (지질학)

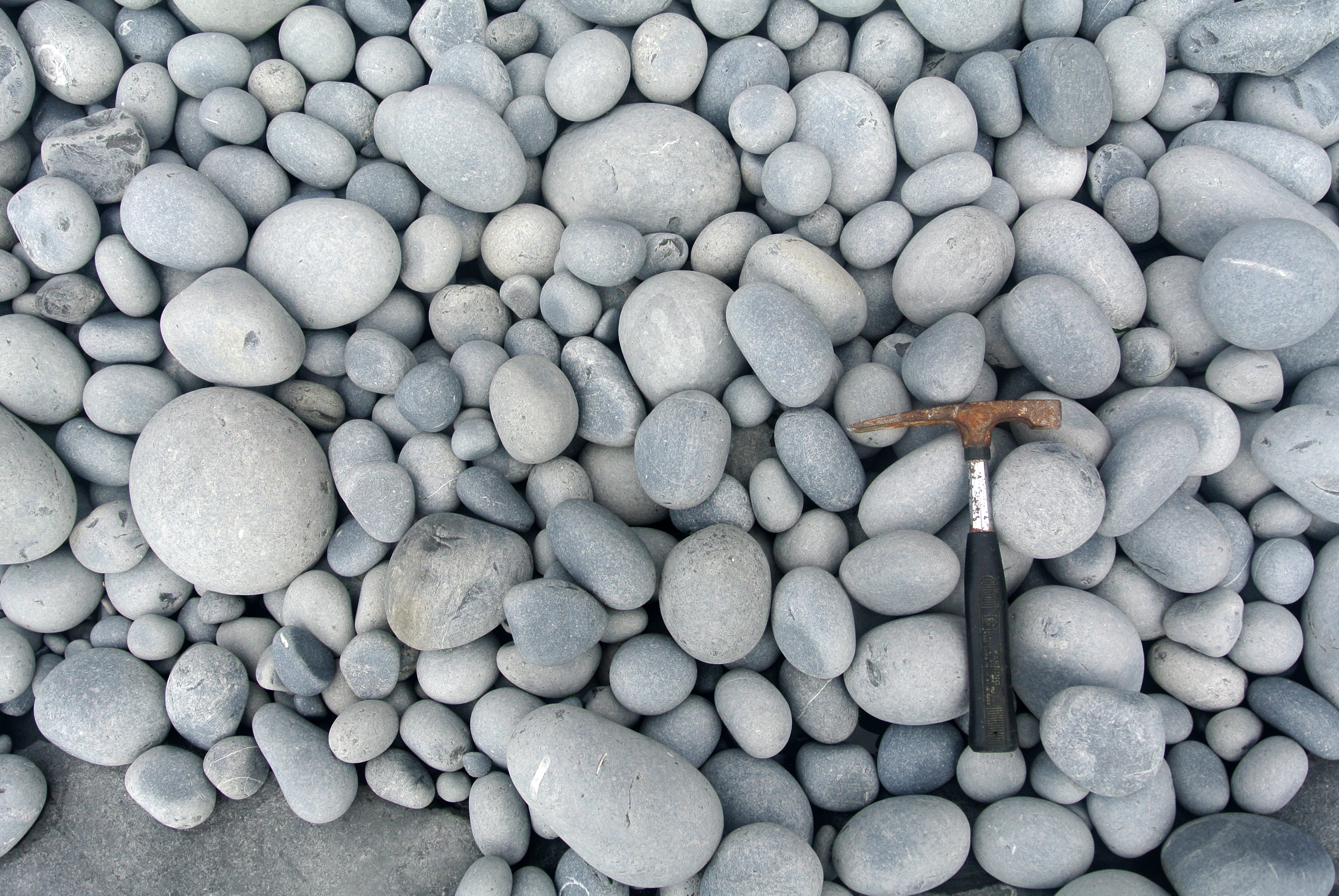
해변에 보이는 코블(웨일스 내시포인트)

코블(cobble) 또는 코블스톤(cobblestone)은 우덴-웬트워스 규모에 따라 입자 크기가 64~256mm(2.5~10.1인치)로 조약돌보다 크고 볼더보다 작은 쇄설암이다. 따라서 유의어로 '자갈', '조약돌' 등으로 번역되기는 하지만 차이를 보인다. 다른 규모는 코블의 크기를 다르게 정의한다. 주로 코블로 이루어진 암석을 역암이라고 한다. 코블스톤은 코블을 기반으로 한 건축 자재이다.